# 제인 마리 맨스필드
제인 마리 맨스필드(Jayne Marie Mansfield, 1950년 11월 8일 ~ )는 미국의 배우이자 모델이었다. 제인 맨스필드의 첫 결혼으로 태어난 딸이다. 머리슈커 하기테이의 이부언니이기도 하다. 모델로 데뷔하였으며, 한때 플레이 보이 지의 모델로도 활동했다. 1976년 제인의 소녀라는 이름으로 플레이 보이의 표지 모델로 등장하기도 했다.

## 같이 보기
- 제인 맨스필드
- 마릴린 먼로
- 머리슈커 하기테이
- 브룩 쉴즈
- 마돈나
- 브로드웨이